# Progetto Swarm
Il progetto Swarm è una missione spaziale promossa dall'ESA che utilizza satelliti artificiali per lo studio del campo magnetico terrestre.

## Flotta
Nel novembre 2013 sono stati lanciati tre satelliti, SWARM-A, SWARM-B e SWARM-C, nell'orbita terrestre per un periodo di circa quattro anni. Il satellite SWARM-C viaggia ad un'altitudine di 530 km, gli altri due a 460 km decadendo lentamente fino a 300 km.

## Obiettivi
Il compito dei satelliti è di raccogliere informazioni dettagliate sul campo magnetico terrestre, compresi i dati relativi alla sua evoluzione nel tempo.
Tali informazioni permetteranno di approfondire la conoscenza del clima e della parte interna del nostro pianeta.
Tali obiettivi saranno perseguiti sotto la direzione dell'Agenzia spaziale europea (ESA), mentre al Centro spaziale nazionale danese spetterà la parte riguardante la gestione scientifica della missione e degli strumenti di misurazione che equipaggiano i satelliti, come i magnetometri vettoriali che consentono di misurare simultaneamente il campo magnetico sopra varie regioni della Terra.
Con una maggiore comprensione del campo magnetico terrestre, gli scienziati si aspettano di poter avere dei miglioramenti pratici sul campo della meteorologia e sullo studio dei rischi delle radiazioni.
I primi risultati delle misure sono stati pubblicati a maggio 2014 a disposizione per le analisi degli scienziati.